# Francesco Migliori

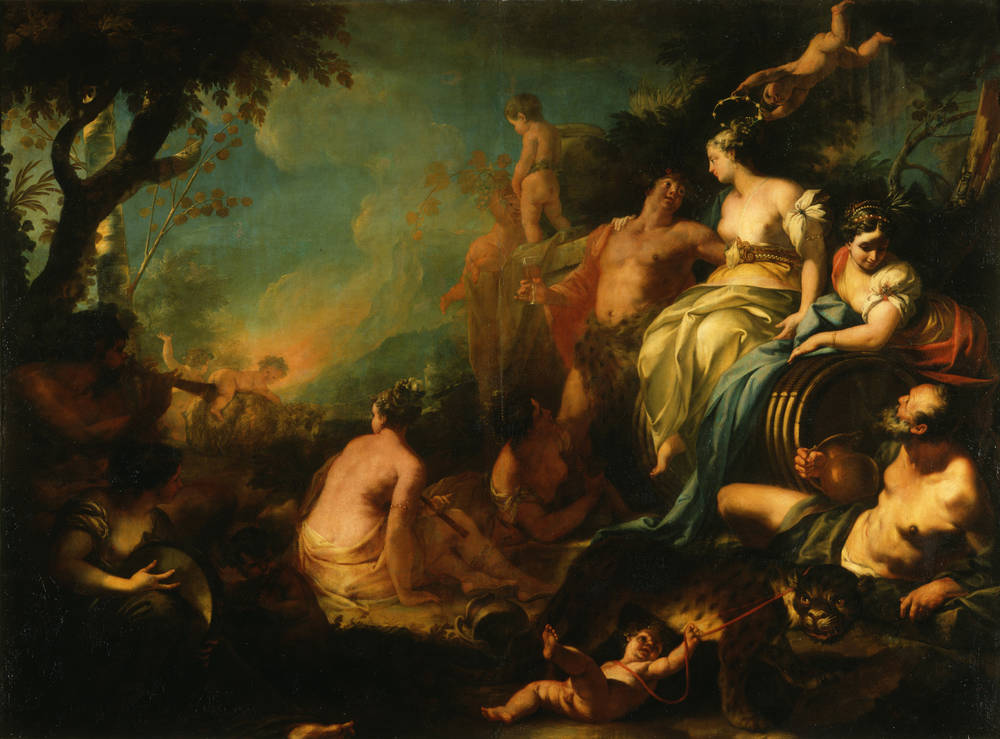
Francesco Migliori: Bacchus und Ariadne, vor 1722, Öl auf Leinwand, 300 × 402 cm, Gemäldegalerie Alte Meister, Dresden

Francesco Migliori oder Meliori (* wahrscheinlich um 1670; † nach 1736) war ein italienischer Maler des Spätbarock und frühen Rokoko aus der venezianischen Schule.

## Leben
Über Francesco Migliori ist bisher wenig bekannt. Das gilt auch für seine Geburts- und Sterbedaten. Laut Pietro Guarienti (ca. 1700–1765) starb er 1734 mit circa 50 Jahren, wonach er um 1684 geboren wäre. Doch ist mittlerweile klar, dass einerseits das angegebene Sterbejahr nicht stimmt, andererseits steht diese Information auch im Widerspruch dazu, dass Migliori für den Zeitraum von 1724 bis 1728 in den Akten der venezianischen Künstlervereinigung als „nicht eingeschrieben“ registriert war, und bereits um die 55 Jahre alt sowie ohne Nachkommen gewesen sein soll – demnach wäre er also bereits um 1670 oder in den unmittelbar darauffolgenden Jahren geboren.
Auch über seine Ausbildung ist nichts bekannt, vermutet wird eine Lehre bei Antonio Molinari und in seinen frühen Werken zeigt sich Migliori noch als ein Anhänger der venezianischen „Tenebrosi“. Später nahm er Anregungen durch Sebastiano Ricci und die „neo-veronesianische“ Strömung an, eventuell hatte er auch Kontakt zu emilianischen Künstlern.
Guarienti spricht davon, dass Migliori in zwei unterschiedlichen Stilen gemalt habe und dass die Veränderung bzw. der Bruch zwischen diesen beiden Stilphasen angeblich durch eine seelisch-geistige Erkrankung ausgelöst worden sei, er habe über irgendeinen „undenkbaren Vorfall den Verstand verloren“. Doch lässt sich Miglioris künstlerische Entwicklung auch harmloser durch eine Anpassung an die gerade aktuellen künstlerischen Modeströmungen erklären.
Zum ersten Mal dokumentarisch erwähnt wird er zwischen 1711 und 1715, als sein Name in den Akten der venezianischen Künstlervereinigung erscheint; daraus geht auch hervor, dass er im Jahr 1712 nicht in Venedig war.

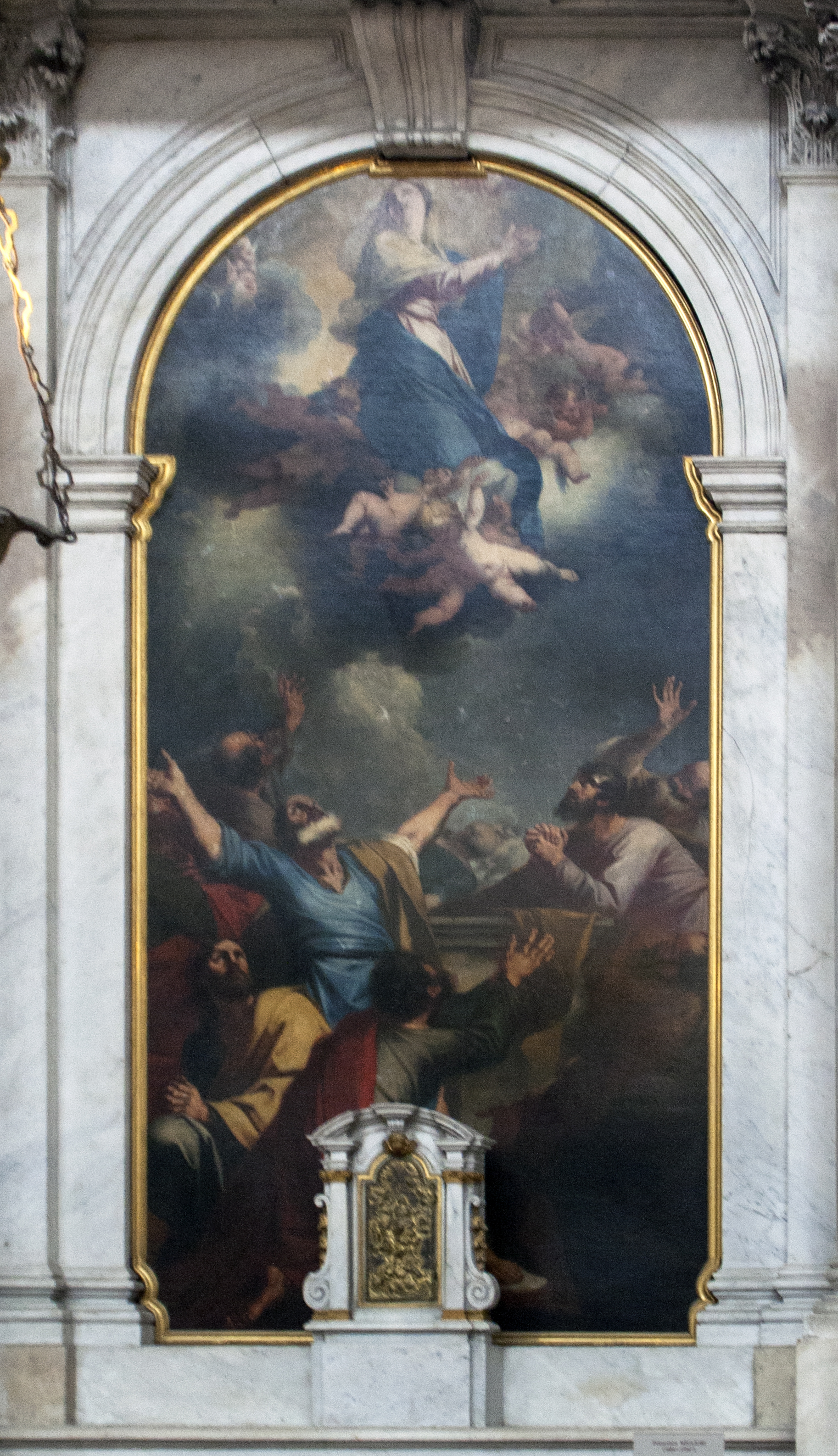
Himmelfahrt Mariae, vor 1718, San Stae, Venedig

Vor 1718 malte Migliori das Altarbild mit der Himmelfahrt Mariae in der Kirche San Stae. Etwa aus derselben Zeit und stilistisch ähnlich ist die Kreuzigung Jesu mit den Hl. Lorenz, Lucia und Rochus für die Gemeindekirche San Martino in Sambughè (bei Treviso).
Migliori muss zu seiner Zeit einen guten Ruf gehabt haben, denn immerhin malte er für August den Starken (Friedrich August I.) eine ganze Reihe von Gemälden, die ab 1722 in den Inventaren der Dresdner Sammlungen erwähnt werden. Der erste dieser Zyklen über biblische Themen wie Kain und Abel, die Opferung Isaaks, Joseph deutet Träume, Lot und seine Töchter sowie Cimone und Pero ist bedauerlicherweise nicht erhalten, aber durch Fotografien bekannt. Etwas später entstanden die beiden mythologischen Szenen Bacchus und Ariadne (Abb. oben) und der Raub der Europa, die sich heute noch in der Gemäldegalerie in Dresden befinden und bereits eine Annäherung an die eleganten Formen des Rokoko und eine reiche, aber immer noch dunkle chromatische Palette zeigen.
1727–28 dekorierte er die Flügel der Orgel von San Moisè mit einer Hl. Caecilia und der Anbetung des goldenen Kalbes.
Zwischen April 1728 und 1736 war Migliori dann mit umfangreicheren Dekorationen in der Kirche San Marcuola beschäftigt. Dabei malte er für die Sakristei der Kirche das Deckengemälde mit der Apotheose der Heiligen Fortunato und Ermagora sowie zwei Gemälde mit Szenen aus Leben und Martyrium der genannten Heiligen. Für das Presbyterium schuf er ein Gemälde mit dem Mannawunder, das im August 1735 installiert wurde. Im Mai 1736 erhielt er Zahlungen für weitere Gemälde, bei denen es sich wahrscheinlich um die Schmerzensmutter und den hl. Francesco de Paula handelt, die heute neben der linken Kanzel zu sehen sind. Im Dezember wurde er für das Hauptaltarbild mit der Himmelfahrt Mariae bezahlt, dessen Original jedoch verschollen ist – heute befindet sich vor Ort eine Kopie aus der Mitte des 19. Jahrhunderts.
Daneben malte Migliori in den 1730er Jahren einen Passionszyklus für das Oratorio del Cristo; heute ist von diesen Bildern nur noch eine Kreuzabnahme übrig, die aber manchmal Nicolò Bambini zugeschrieben wird.
Bekannt sind von Migliori außerdem ein um 1730 geschaffenes Allerheiligenbild für die Chiesa di Ognissanti in Padua (heute im Istituto degli Esposti) und ein Raub der Europa im Palazzo Bettoni-Cazzago in Brescia.
Hinzu kommt eine Reihe von Werken, deren Zuschreibung nicht ganz gesichert ist.
Wie oben erwähnt, ist nicht bekannt, wann und wo Francesco Migliori starb, die letzten dokumentarisch gesicherten Nachrichten über ihn sind Zahlungen, die er im Dezember 1736 für sein letztes Gemälde in San Marcuola bekam.